# Laurie Hughes
Lawrence Hughes (Liverpool, 1924. március 2. – Liverpool, 2011. szeptember 9.), angol válogatott labdarúgó.
Az angol válogatott tagjaként részt vett az 1950-es világbajnokságon.

## Sikerei, díjai
Liverpool
- Angol bajnok (1): 1946–47